# Línjì-lù
Das Línjì-lù (chinesisch 臨済錄; jap.: Rinzai-roku), Die 'Aufzeichnungen des Linji' ist ein Standardwerk der Zen-Literatur und entstand in der Zeit nach dem Tod des Meisters in mehreren Fassungen, von denen einige noch erhalten sind.
Die erste Fassung wurde von Linjis Schüler Sansheng Huiran im 9. Jh. verfasst. Grundlage für die meisten Übersetzungen ist die Fassung von 1120, der späten Nördlichen Song-Dynastie, der einige Schriften und Legenden hinzugefügt worden waren.
Neben Dharma-Vorträgen vom 'Hohen Sitz' beinhaltet das Werk Unterweisungen bei anderen Gelegenheiten, Dialoge und die sogenannten 'Aufzeichnungen der Wanderschaft', in denen Episoden von Linji und seinem Lehrer Huangbo geschildert werden.
Bekannt sind die 'Vier Sätze der Beurteilung' (Siliaojian), die Linjis Methode der Hinführung zur Erkenntnis der tiefen Wahrheit zum Ausdruck bringen:
Manchmal nehme ich die Person weg, aber nicht die Umstände
Manchmal nehme ich die Umstände weg, aber nicht die Person
Manchmal nehme ich sowohl Person als auch Umstände weg
Manchmal nehme ich weder Person noch Umstände weg
Die unterschiedliche Art der Begegnung von Meister und Schüler werden in den Aufzeichnungen von 'Vier Sätze über Herr und Gast' dargestellt:
Ein wissender Herr und ein unwissender Gast
Ein wissender Herr und ein wissender Gast
Ein unwissender Herr und ein wissender Gast
Ein unwissender Herr und ein unwissender Gast.